# Шестаков, Семён Александрович
Семён Александрович Шестаков (21 февраля 1898 — 1 августа 1943) — советский военный лётчик, командир 146-го истребительного авиационного полка (1942—1943), Заслуженный лётчик СССР (1927), летчик-испытатель, совершивший в 1929 году авиаперелёт Москва — Нью-Йорк, участник Великой Отечественной войны.

## Биография
Родился 21 февраля 1898 год в городе Бендеры Бессарабской губернии в многодетной семье фельдшера. В августе 1912 года поступил в Реальное училище А.Георги (ныне Республиканская русско-молдавская школа-гимназия № 1 им. А. В. Суворова). В мае 1916 года переезжает к старшему брату Николаю в Севастополь где, наблюдая за полётами учащихся Качинской авиационной школы, загорается небом.
В августе 1917 — призывается в армию. Сблизившись с большевиками, принимал участие в октябрьском перевороте 1917 года в Петрограде, устанавливал телефонную связь в Смольном. 23 февраля 1918 года вступает в ряды только что созданной Красной Армии и отправляется слесарем в воздухоплавательный парк Северного флота. После окончания в 1920 году Егорьевской лётной школы получает звание «Красный военный лётчик» и направляется лётчиком-инструктором тренировочной эскадрильи в Москву.
В 1922—1923 годах совершил более 100 боевых вылетов на фронтах Гражданской войны. Участвовал в борьбе с басмачеством в Средней Азии (в Узбекистане и Таджикистане). 
В 1923—1924 г.г. находился в Показательной тренировочной эскадрильи ВВС РККА. Москва. 
С 1926 года — военный лётчик Управления ВВС РККА, личный пилот начальника УВВС П. И. Баранова.
Участвовал в ряде дальних перелётов. С 20 августа по 1 сентября 1927 года лётчик С. А. Шестаков и механик Д. В. Фуфаев совершили перелёт на АНТ-3 (Р-3) «Наш ответ» по маршруту Москва — Сарапул — Омск — Новосибирск — Красноярск — Иркутск — Верхнеудинск (ныне Улан-Удэ) — Чита — Нерчинск — Благовещенск — Спасск (ныне Спасск-Дальний) — Наньян — Окаяма — Токио и обратно (10 — 22 сентября), пролетев всего 21 700 км за 153 лётных часа.
C 23 августа 1929 года на АНТ-4 (ТБ-1) «Страна Советов» командир корабля С. А. Шестаков, второй пилот Ф. Е. Болотов, штурман Б. В. Стерлигов и бортмеханик Д. В. Фуфаев пролетели по маршруту Москва — Челябинск — Новосибирск — Красноярск — Иркутск — Чита — Благовещенск — Хабаровск — Николаевск-на-Амуре — Петропавловск-Камчатский — Атту — Уналакша — Сьюярд — Ситка — Ватерфолл — Сиэтл — Окленд — Сан-Франциско — Чикаго — Детройт — Нью-Йорк. Расстояние в 21 242 км было преодолено при крайне неблагоприятных погодных условиях (туманы на маршруте чередовались с бурями и штормами) за 141 ч. 53 мин. лётного времени. В Хабаровске была произведена смена колёсного шасси на поплавки, а в Сиэтле — смена поплавков на колёса. 8 000 км над океаном были пройдены за 50 ч. 30 мин. Встреча в США 30 октября 1929 года была триумфальной.
Участник Великой Отечественной войны. В октябре 1942 года возглавил 146-й истребительный авиационный полк, который действовал в составе 3-й ударной армейской группировки на Юго-Западном фронте. Летом 1943 года принимал участие в боях на Орловско-Курской дуге.
Погиб 1 августа 1943 в боевом вылете (по другой версии раненым покинул подбитый самолёт, был схвачен фашистами и погиб в плену).

## Признание
- Золотые часы от Наркома Обороны, 1934;
- Орден Красного Знамени, 1927 (за перелёт Москва — Токио — Москва, 1927 год);
- Звание «Заслуженный лётчик СССР», 1927;
- Орден Трудового Красного Знамени, 1930 (за перелёт Москва — Нью-Йорк, 1929 год);
- Медаль ХХ лет РККА, 1938.

## Память

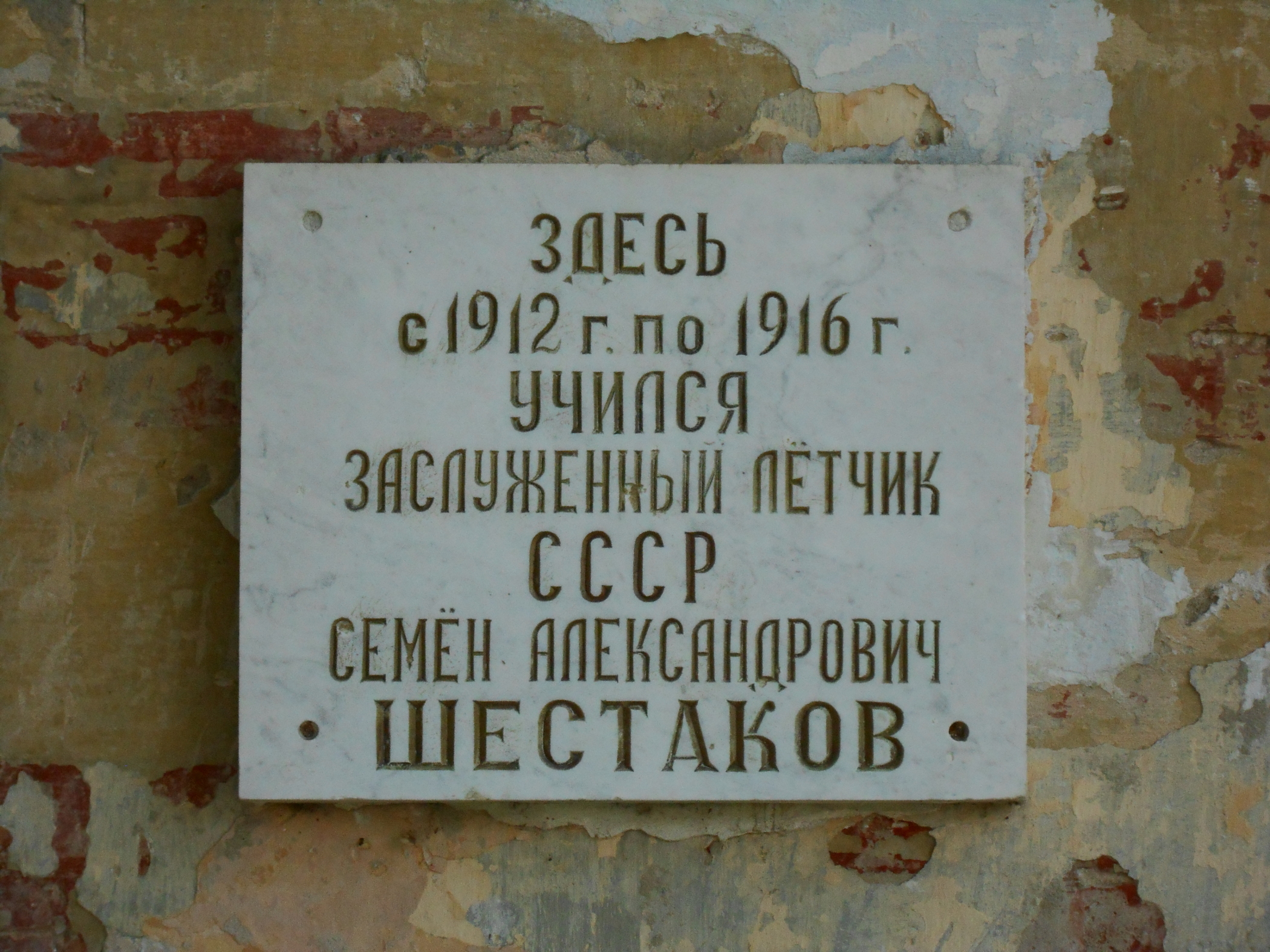
Мемориальная доска в Бендерах

- Именем С. А. Шестакова названа одна из центральных улиц города Бендеры (1957).
- на здании бывшего Реального училища в г. Бендеры установлена мемориальная доска.